# Papeteries Léon Martin
La société des Papeteries Léon Martin, est une fabrique de papier connue pour ses papiers minces, fondée à Engomer (Ariège) en 1895 par Léon Alexandre Martin. Elle est toujours indépendante, détenue et dirigée par la famille Martin.
La gamme de papiers a évolué au cours des décennies. Spécialisée dans les papiers phormiums, bulles forts et bulles cordes, ainsi que les mousselines pour l'emballage des fruits, les Papeteries Léon Martin sont au XXIe siècle reconnues pour la qualité de leurs papiers de soie, blanc et couleurs, et leurs papiers techniques et spéciaux.
Papeteries Léon Martin est aujourd'hui l'unique fabricant français de papier de soie blanc apprêté, composé exclusivement de fibres cellulosiques vierges.

## Histoire
Le site qu’occupe l’entreprise accueille une activité industrielle dès le 6 décembre 1808, date à laquelle Napoléon Ier, en guerre contre l’Espagne et installé au Camp impérial de Madrid, autorise par décret Jean-Jacques Lecour, entrepreneur de la fonderie impériale de canons à Toulouse, à construire un haut-fourneau à Angoumer.

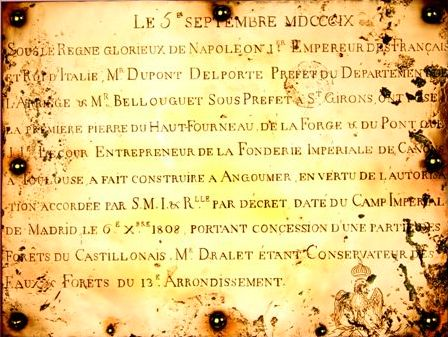
Pose de la 1re pierre le 5 septembre 1809

Pour assurer son approvisionnement en bois, le décret donne la concession d’une partie des forêts du Castillonnais à J.-J. Lecour. En 1829, à la suite de l’entrée en vigueur d’une nouvelle réglementation du code forestier qui limite leur accès au bois, les populations locales se rebellent : c’est le début de la Guerre des Demoiselles.
Au milieu du XIXe siècle, les premières machines à papier en continu sont installées dans la vallée, différentes qualités y sont fabriquées : des papiers à cigarette, vélins, vergés, filigranés, des papiers de pliage (bulles forts et bulles cordes), des papiers mousseline. Les matières premières utilisées sont le bois, le phormium et des chiffons, qui sont recyclés pour récupérer leurs fibres après avoir été triés puis cuits dans des lessiveurs. C’est à cette époque qu’une machine à papier à système continu de modèle Bonnet est mise en route à Engomer par Gabriel Lescure, fabricant de papier demeurant à Saint-Lizier.

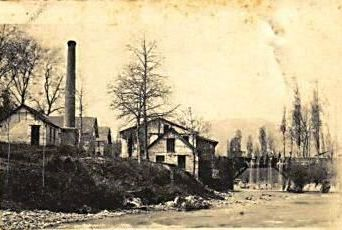
Les Papeteries Léon Martin en 1930

En 1895, Léon Alexandre Martin acquiert l’usine et fonde les papeteries Léon Martin. La machine à elle seule emploie alors 24 hommes et un graisseur. Mais tous ces ouvriers ne travaillent pas au même moment. Pour que l’usine fonctionne en continu, les ouvriers se succèdent en « factions ». Chacun possède un rôle bien déterminé dans la chaine de fabrication : conducteur, sécheur, etc. Il y a également un mécanicien et un électricien qualifiés, les autres employés ont reçu une formation empirique acquise au cours de l’emploi et de l’imitation des anciens. Le personnel est d’origine rurale, et l’horaire du personnel « de jour » a été aménagé de 8 heures à midi et de 13 heures à 17 heures pour permettre une marge de temps assez grande pour les travaux des champs après la sortie de l’usine. Comme ailleurs en Couserans, l’industrie papetière s’est ancrée dans le tissu agricole en favorisant la double activité.
Présentes à l’Exposition internationale de Bruxelles de 1897, les papeteries Léon Martin reçoivent la médaille de bronze.
Au début des années 1930, on ne compte pas moins de 12 fabriques et manufactures dans le Couserans où travaillent 20 machines à papier. Après le décès du fondateur Léon Alexandre Martin en 1934, c'est son fils Émile qui prend la direction de l'entreprise. À son propre décès en 1954, c’est son fils Jacques qui lui succède.

Léon Alexandre Martin et son fils, Émile

## Description
Les sites de production des Papeteries Léon Martin sont certifiés ISO 9001 et Imprim'Vert.
Les Papeteries Léon Martin sont aujourd’hui dirigées par Hélène Martin, veuve de Jacques Martin.
L’industrie du papier est l’industrie traditionnelle du Couserans, et les Papeteries Léon Martin sont un témoignage vivant de cette histoire, ce qui leur a valu l'obtention du label Entreprise du patrimoine vivant en 2016.